# Bernadets-Dessus
Bernadets-Dessus är en kommun i departementet Hautes-Pyrénées i regionen Occitanien i sydvästra Frankrike. Kommunen ligger i kantonen Tournay som tillhör arrondissementet Tarbes. År 2022 hade Bernadets-Dessus 147 invånare.

## Befolkningsutveckling
Antalet invånare i kommunen Bernadets-Dessus
| Referens: INSEE |